# 爱丁堡艺术学院
爱丁堡艺术学院（Edinburgh College of Art，ECA）是爱丁堡一个艺术、设计、创意和表演艺术学校，苏格兰最古老和最大的艺术学校，为两千多爱丁堡大学学生提供艺术与设计、建筑、艺术和音乐史等学科的高等教育。爱丁堡艺术学院具有欧洲最成功的艺术学院之一的国际声誉；其宗旨是通过学术研究、学习、教学和教育，在创造性实践中促进批判性探究。爱丁堡艺术学院是爱丁堡大学艺术、人文和社会科学学院的一所学校
爱丁堡艺术学院主要位于爱丁堡老城，俯瞰干草市场；Lauriston Place 校园距离爱丁堡大学的乔治广场校园不远。它在2012年英国大学排名中列艺术和设计类第一。 
学院成立于1760年，并于1907年使用现在的名称和校址。它以前附属于赫瑞瓦特大学，自2004年以来，其学位由爱丁堡大学颁发。2011年8月1日，学院正式并入爱丁堡大学，与艺术、文化和环境学院合并，同时继续使用爱丁堡艺术学院的名称，作为人文与社会科学学院的延伸。因此，新的爱丁堡艺术学院不仅包括艺术、设计、建筑和景观建筑，还包括艺术和音乐史。

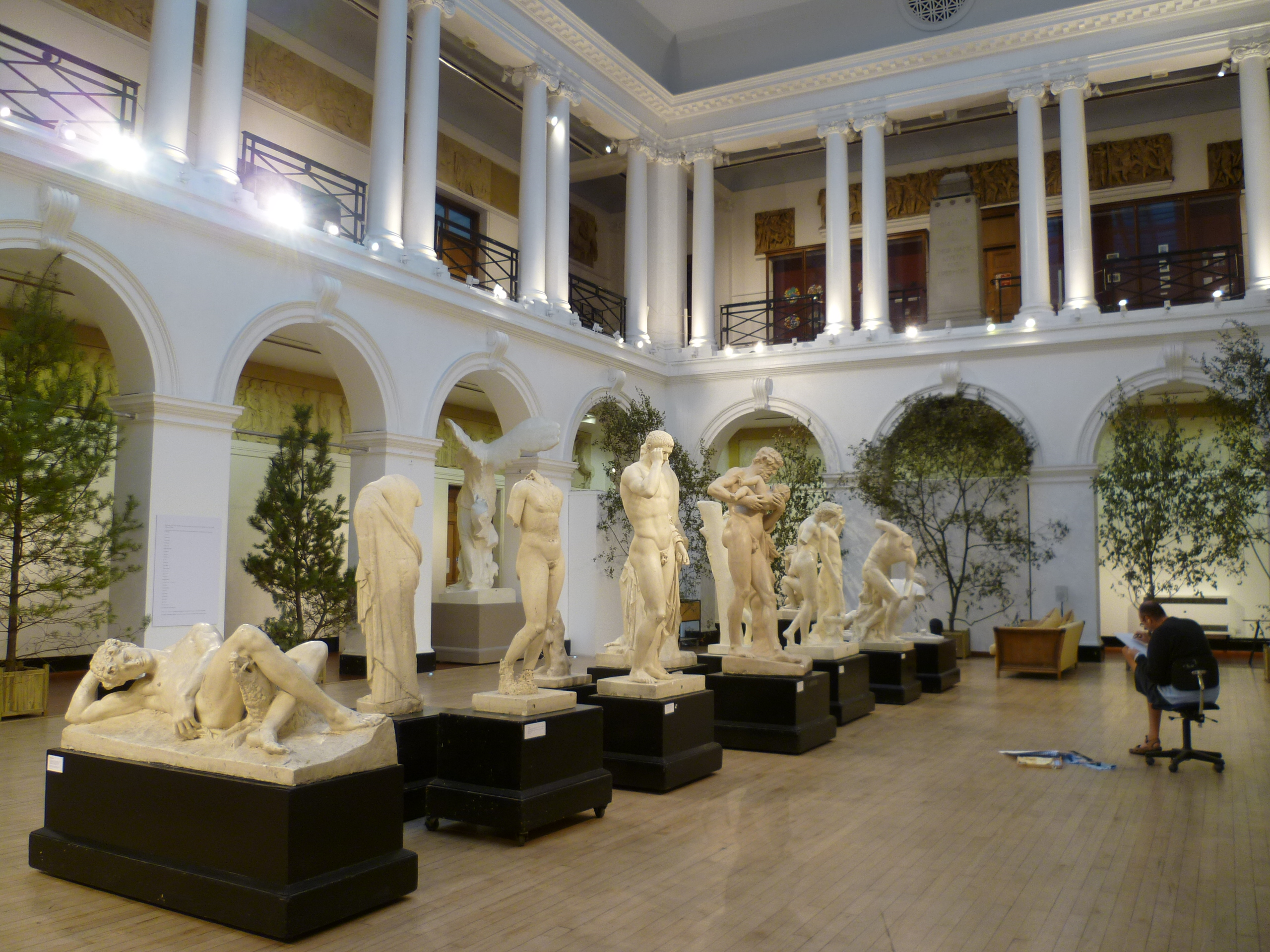
Sculpture Court